# Hawes & Curtis
Hawes & Curtis er en britisk kæde af skjortebutikker, der blev grundlagt i 1913. I 2019 drev den 29 butikker i Storbritannien: de to lå i Jermyn Street i London.
Blandt dens berømte kunder er prins Philip, Cary Grant, hertugen af Windsor, Earl Mountbatten'  Frank Sinatra, Fred Astaire  og Donald Sinden.

## Historie
Virksomheden blev grundlagt af de to skræddere Ralph Hawes og George Frederic "Freddie" Curtis, som åbnede deres første butik i Piccadilly Arcade på hjørnet af Jermyn Street, i London i 1913.
Den 1. december 1922 modtog Hawes & Curtis Hosier royal warrant af prinsen af Wales (senere kong Edvard 8. og hertugen af af Windsor). I juli 1938 tildelte kong George 6. virksomheden endnu en royal warrant, og i 1948 modtog Hawes & Curtis Tailors den tredje. Denne royal warrant varede gennem hele kongens regeringstid. I 1957 tildelte hertugen af Edinburgh også Hawes & Curtis en royal warrant, som varede til 1985.
Erhvervsmanden Touker Suleyman  erhvervede virksomheden via Low Profile Holdings i 2002 for det symbolske beløb på £1.